# 요청-응답
컴퓨터 과학에서 요청-응답(request–response) 또는 요청-회신(request–reply)은 컴퓨터 망에서 컴퓨터들이 서로 통신하는 기본적인 방법 중 하나로, 첫 번째 컴퓨터가 일부 데이터를 요청하면 두 번째 컴퓨터가 그 요청에 응답하는 방식이다. 보다 구체적으로, 요청자가 회신 시스템에 요청 메시지를 보내면 회신 시스템이 요청을 받고 처리하여 궁극적으로 응답 메시지를 반환하는 메시징 패턴이다. 이는 발신자가 수신자가 전화를 받을 때까지 아무것도 논의할 수 없는 전화 통화와 유사하다. 이것은 두 응용 소프트웨어가 채널을 통해 서로 양방향 대화를 할 수 있게 해주는 간단하지만 강력한 메시징 패턴으로, 특히 클라이언트-서버 아키텍처에서 흔히 사용된다.
요청-응답 패턴은 동기적으로(예: HTTP를 통한 웹 서비스 호출) 또는 비동기적으로 구현될 수 있다.
반대로, 일부 전화 및 양방향 무전기에서 볼 수 있는 푸시 투 토크 또는 "불쑥 끼어들기" 기능과 같은 단방향 컴퓨터 통신은 응답을 기다리지 않고 메시지를 보낸다. 전자우편을 보내는 것이 단방향 통신의 예시이며, 또 다른 예시는 대부분의 CAN 버스 센서와 같은 필드버스 센서인데, 이들은 버스에 다른 장치들이 듣고 있는지 여부와 관계없이 주기적이고 자율적으로 데이터를 보낸다. (이러한 시스템의 대부분은 "말하기 전에 듣기" 또는 다른 경쟁 기반 프로토콜을 사용하여 여러 센서가 사전 조율 없이 주기적 업데이트를 전송할 수 있도록 한다.)

## 같이 보기
- 퓨처와 프로미스
- 메시지 교환 패턴
- 발행-구독 모델
- 원격 프로시저 호출